# آشرسلبن-شتاسفورت
آشرسلبن-شتاسفورت (به آلمانی: Landkreis Aschersleben-Staßfurt) یک ناحیه در آلمان است که در زاکسن-آنهالت واقع شده‌است. آشرسلبن-شتاسفورت ۱۰۷٬۵۰۰ نفر جمعیت دارد.